# 图书馆情报大学

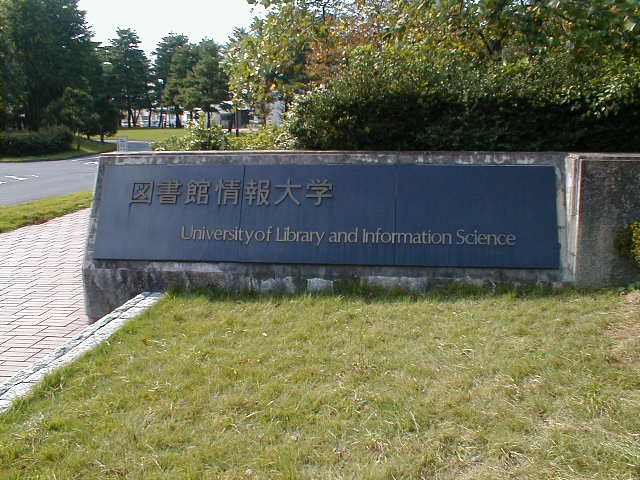
图书馆情报大学正门（2002年10月拍摄）

图书馆情报大学（としょかんじょうほうだいがく，英语：University of Library and Information Science），是一所过去存在的日本国立大学。总部曾位于茨城县筑波市春日1丁目2番地。大学简称图情大（とじょうだい）或图情（とじょう）。

## 历史
1979年大学设立，2002年与筑波大学合并。2004年完成完全合并，大学闭学。

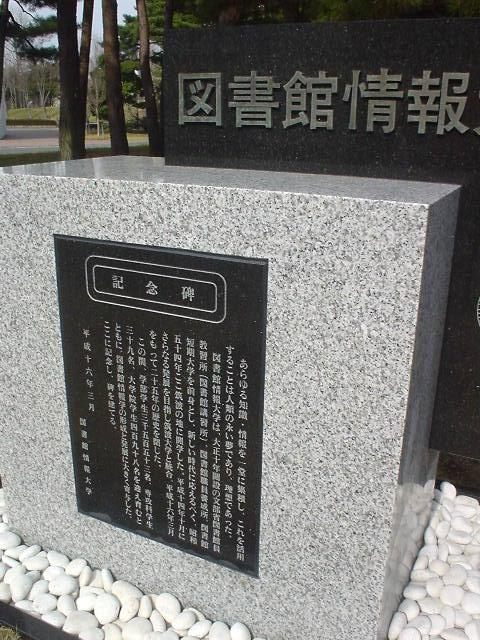
图书馆情报大学开学纪念碑

## 相关链接
- 母校の昔 図書館情報学 橘会（页面存档备份，存于）